# Dedham (Massachusetts)
Dedham es un pueblo ubicado en el condado de Norfolk en el estado estadounidense de Massachusetts. En el Censo de 2010 tenía una población de 24.729 habitantes y una densidad poblacional de 896,69 personas por km².

## Geografía
Dedham se encuentra ubicado en las coordenadas 42°14′49″N 71°10′46″O / 42.24694, -71.17944. Según la Oficina del Censo de los Estados Unidos, Dedham tiene una superficie total de 27.58 km², de la cual 26.54 km² corresponden a tierra firme y (3.77%) 1.04 km² es agua.

## Demografía
Según el censo de 2010, había 24.729 personas residiendo en Dedham. La densidad de población era de 896,69 hab./km². De los 24.729 habitantes, Dedham estaba compuesto por el 88.39% blancos, el 5.43% eran afroamericanos, el 0.26% eran amerindios, el 2.59% eran asiáticos, el 0.02% eran isleños del Pacífico, el 1.63% eran de otras razas y el 1.68% pertenecían a dos o más razas. Del total de la población el 5.47% eran hispanos o latinos de cualquier raza.